# برد گابرایت
برد گابرایت (انگلیسی: Brad Gobright; ۱ ژانویهٔ ۱۹۸۸ – ۲۷ نوامبر ۲۰۱۹) کوهنورد اهل ایالات متحده آمریکا بود.
وی یکی از مشهورترین صخره‌نوردان جهان بود . برد گابرایت ۳۱ ساله روز چهارشنبه ۲۷ نوامبر ۲۰۱۹ در ال پوتررو چیکو در شمال مکزیک از ارتفاع سیصد متری سقوط کرد و درگذشت. آیدان جیکوبسون، صخره‌نورد ۲۶ ساله همراه او از فاصله کمتری سقوط کرد و زنده ماند. برد گابرایت به خاطر صعود انفرادی آزاد یا صخره‌نوردی بدون تجهیزات ایمنی معروف بود. البته در زمان وقوع این حادثه، این دو با روش ابسیلینگ (Abseiling) در حال پایین آمدن از صخره به کمک طناب بودند.